# Gouden Ster-festival
Het Gouden Ster-festival is een Tibetaans festival die gehouden wordt tussen de 7e en 8e maand van de Tibetaanse kalender, ongeveer in augustus/september van de gregoriaanse kalender die in Europa geldt.
Het Gouden Ster-festival is een Tibetaans boeddhistisch festival die gehouden wordt om de zonden weg te wassen, in het bijzonder de passie, hebzucht en jaloezie en het ego uit te bannen. Tijdens het festival worden er rituelen baden in de rivieren gehouden en gepicknickt.
Andere festivals in Tibet zijn het Boterkaarsfestival, Yoghurtfestival, Lhabab Düchen, Dajyur, Losar en Mönlam.